# Joakim Göthberg
Joakim Göthberg (ur. 11 czerwca 1974) – szwedzki muzyk metalowy. Najbardziej znany jest z występów w takich kapelach Marduk, Dimension Zero, Darkified, Cardinal Sin czy Absolute Bastatds. Można go również usłyszeć w utworach "Dead Eternity" i "The Inborn Lifeless" grupy In Flames w wersji demo, która znajdują się na japońskim wydaniu albumu The Jester Race.
Göthberg rozpoczął karierę muzyczną w 1990 roku grając w blackmetalowym zespole Marduk. Z początku pełnił rolę perkusisty grupy, ale po odejściu Andreasa Axelssona przejął także funkcje wokalisty. Po albumie Those of the Unlight funkcję perkusisty grupy przejął Fredrik Andersson, a ostatecznie w 1995 roku Göthberg opuścił grupę. Niedługo potem stał się członkiem grupy Dimension Zero, w której pełnił rolę wokalisty. Opuścił tę grupę w 2016 wraz z basistą Danielem Antonssonem.
Göthberg przez krótki okres był także wokalistą i perkusistą grup Cardinal Sin i Darkified. Grał również na basie w zespole Absolute Bastards. Obecnie jest on członkiem grup Johnny on the Spot i Nifters.

## Dyskografia
Marduk
- Fuck Me Jesus (1991, demo)
- Dark Endless (1992)
- Those of the Unlight (1993)
- Opus Nocturne (1994)
- Here’s No Peace (1997, EP)

Dimension Zero
- Penetrations from the Lost World (1997, EP)
- Silent Night Fever (2002)
- This Is Hell (2003)
- He Who Shall Not Bleed (2007)

Cardinal Sin
- Spiteful Intents (1996, EP)

Darkified
- Dark (1991, demo)
- Sleep Forever... (1992, EP)